# Kelli Garner
Kelli Brianne Garner (Bakersfield, California; 11 de abril de 1984) es una actriz estadounidense. Ha trabajado en películas como Man of the House, El aviador, Bully y Thumbsucker. También apareció en dos videos musicales de Green Day, primero como coprotagonista en "Jesus of Suburbia" y luego como protagonista en "Whatsername".
En diciembre de 2005, Garner participó en la producción off-Broadway de Dog Sees God: Confessions of a Teenage Blockhead, en el Century Center de artes escénicas. 
Desde 2011 hasta 2014 fue pareja del actor Johnny Galecki, protagonista de la serie The Big Bang Theory.

## Filmografía
| Año  | Título                      | Rol                             | Notas                       |
| ---- | --------------------------- | ------------------------------- | --------------------------- |
| 2000 | Architecture of Reassurance | Heather                         | Cortometraje                |
| 2001 | Bully                       | Heather Swallers                |                             |
| 2002 | Love Liza                   | Huffer Girl                     |                             |
| 2002 | Hometown Legend             | Josie                           |                             |
| 2002 | Related                     |                                 | Cortometraje                |
| 2002 | Outside                     | La chica                        |                             |
| 2004 | The Aviator                 | Faith Domergue                  |                             |
| 2005 | The Toast                   | Novia                           |                             |
| 2005 | The Youth in Us             | Alicia                          | Cortometraje                |
| 2005 | Thumbsucker                 | Rebecca                         |                             |
| 2005 | Man of the House            | Barbara "Barb" Thompson         |                             |
| 2005 | London                      | Maya                            |                             |
| 2005 | Piggy Banks                 | Archer                          |                             |
| 2006 | Dreamland                   | Calista                         | Mejor Actriz en Method Fest |
| 2006 | Return to Rajapur           | Samantha Hartley/Samantha Doyle |                             |
| 2007 | Normal Adolescent Behavior  | Billie                          |                             |
| 2007 | Lars and the Real Girl      | Margo                           |                             |
| 2008 | Red Velvet                  | Linda                           |                             |
| 2009 | Taking Woodstock            | Chica del Volkswagen            |                             |
| 2009 | G-Force                     | Marcie                          |                             |
| 2010 | Going the Distance          | Brianna                         |                             |
| 2011 | The Lie                     | Brianna                         |                             |
| 2012 | Neighbors                   | Maggie Jerritt                  | Cortometraje                |
| 2014 | Horns                       | Glenna Shepherd                 |                             |
| 2015 | Americana                   | Kate                            |                             |
| 2015 | One More Time               | Corinne                         |                             |

| Año       | Título                            | Rol                         | Notas                                                         |
| --------- | --------------------------------- | --------------------------- | ------------------------------------------------------------- |
| 2000      | Time Share                        | Kelly, la chica de la playa | Película para televisión                                      |
| 2001      | Buffy the Vampire Slayer          | Kirstie                     | Episodio: "The Body"                                          |
| 2001–2002 | Grounded for Life                 | Tracey                      | 2 episodios                                                   |
| 2002      | Da Möb                            | Melanie Spores (voz)        | Episodio: "Lo Fidelity"                                       |
| 2003      | Regular Joe                       | Nikki                       | Episodio: "Boobysitting"                                      |
| 2004      | Law & Order: Special Victims Unit | Brittany O'Malley           | Episodio: "Mean"                                              |
| 2009      | American Dad!                     | Mesera (voz)                | Episodio: "Stan Time"                                         |
| 2010      | My Generation                     | Dawn Barbuso                | Papel principal; 2 episodios                                  |
| 2011–2012 | Pan Am                            | Catherine "Kate" Cameron    | Papel principal; 14 episodios                                 |
| 2013      | Two Wrongs                        | Jenny                       | Película para televisión                                      |
| 2014–2015 | Looking                           | Megan Murray                | Episodios: "Looking for a Plus-One" y "Looking for Sanctuary" |
| 2015      | The Secret Life of Marilyn Monroe | Marilyn Monroe              |                                                               |